# Pastelli (album)
Pastelli è un album discografico della cantante italiana Orietta Berti, pubblicato nel 1979 dalla Polydor.

## Descrizione
L'album è costituito da brani pop melodici alternati ad altri di genere Disco, scritti da prestigiose firme come Bruno Pallini, Jean Musy, Laurence Matalon, Claudio Daiano, e i cantautori Enzo Malepasso, Bruno Lauzi e Walter Foini, Daniele Pace, Paolo Dossena, oltre agli storici collaboratori della cantante come Vito Pallavicini, Mario Panzeri, Cristiano Minellono, Antonino Enzo Lombardo, Cristiano Savino, Franco Orlandini, Michele Galdieri e Gino Redi. 
Nell'album furono inclusi i singoli La nostalgia/Il bel tempo e Donna come mai/Quelli erano i giorni, pubblicati rispettivamente nel 1977 e 1978. 
L'album conteneva Eppure ti amo, brano già pubblicato su singolo nel 1975 e che dava il titolo all'album omonimo, L'amoroso (in una nuova versione), brano già apparso come lato b del singolo Il ritmo della pioggia/L'amoroso del 1974, T'ho voluto bene, brano già inserito nel precedente album Eppure...Ti amo, più una cover in chiave Disco de I sogni son desideri, classico Disney dalla colonna sonora di Cenerentola, utilizzata anche come sigla di coda del programma I sogni nel cassetto, condotto da Mike Bongiorno su Telemilano 58 nel quale la Berti era ospite fissa. Nell'album sono inclusi anche l'inedito E' l'amore e la cover Vai Lulù, quest'ultima seconda sigla di coda de I sogni nel cassetto onda fino al 1981.

## Edizioni
L'album fu pubblicato in Italia in LP dalla Polydor, l'ultimo della cantante per questa etichetta, con numero di catalogo 2448099. L'album fu distribuito anche in Jugoslavia nel 1981 su etichetta PGP RTB, con numero di catalogo 5720370 in LP ed MC.
Non esiste una versione pubblicata in CD, download digitale o per le piattaforme streaming.

## Tracce
1. Donna come mai (B. Pallini, J. Musy, L. Matalon, L. Raggi)
2. Il bel tempo (C. Daiano, E. Malepasso)
3. Vai Lulù (Lauzi, Dresdy, Faggeter, Lopez)
4. I sogni son desideri (A. Hoffman, Devilli, J. Livingston, M. David)
5. Eppure ti amo (Conti, Pace, Panzeri)
6. Quelli eran giorni (C. Daiano, G. Raskin)
7. L'amoroso (Lombardo, Pallavicini, W. Foini)
8. La nostalgia (A. R. Mancino, S. Cristiano)
9. È l'amore (Minellono, Orlandini)
10. T'ho voluto bene (Redi, Galdieri)